# 함덕초등학교
함덕초등학교는 대한민국 제주특별자치도 제주시 조천읍 함덕리에 있는 공립 초등학교이다. 그리고 함덕초등학교 남자농구부,여자농구부가 있다.여자농구부는 9월16일대회에서 은메달을땄다.

## 학교 연혁
- 1937년 9월 1일 함덕공립보통학교 개교
- 1938년 4월 1일 함덕공립심상소학교로 개칭
- 1941년 4월 1일 함덕공립국민학교(6년제)로 개칭
- 1950년 6월 1일 함덕국민학교로 개칭
- 1950년 7월 4일 선흘분교장, 북촌분교장 인가
- 1953년 3월 1일 선흘국민학교, 북촌국민학교 분리
- 1974년 4월 1일 현 위치로 이설
- 1995년 3월 1일 선흘국민학교, 선인분교장 본교로 편입
- 1996년 3월 1일 함덕초등학교로 개칭[2]
- 2000년 2월 14일 급식소(서우관) 준공
- 2003년 11월 24일 학교도서관 개관
- 2004년 2월 6일 다목적 체육관 (대덕관) 개관
- 2007년 2월 1일 인조잔디구장 조성
- 2007년 10월 20일 우레탄 트랙, 배수로, 다목적 경기장 시설 및 방송실, 영어체험실 리모델링
- 2008년 10월 30일 울타리 보수, 관람용 스탠드 공사
- 2008년 12월 30일 남쪽 북쪽 교문 설치 및 주변 정리, 도서실 보수, 영어체험실 리모델링
- 2008년 12월 30일 장애인 편의시설 확충, 북쪽 교문 진입로 바닥 공사, 독서상 건립 외 8건
- 2014년 9월 1일 제27대 고영철 교장 부임
- 2015년 2월 2일 본관동 방수 및 외관 페인트 공사
- 2015년 9월 28일 장애인화장실 확충 공사
- 2015년 10월 12일 체육관(대덕관)도색 및 방수공사
- 2017년 1월 10일 체육관 냉난방기 설치
- 2017년 2월 7일 운동장 우레탄 트랙 천연잔디로 교체
- 2017년 2월 7일 제74회 졸업(연인원 8,387명)
- 2017년 3월 1일 2017학년도 입학식(입학생 8명, 5학급, 총 42명)

## 소속 분교장
- 선인분교
- 선흘분교

## 참고 자료
- 함덕초등학교 - 한국교육학술정보원 학교알리미